# خشک‌بینیان
خشک‌بینیان، خشک‌بینی‌سانیان یا ساده‌بینیان (به انگلیسی: haplorrhines) یا نخستی‌های «خشک‌بینی»، اعضای شاخهٔ Haplorrhini هستند. آنها شامل میمون شبگرد هندیِ پیش‌میمونی و تمام میمونان واقعی می‌شوند. میمونان خود تشکیل شده‌اند از میمون‌های بر قدیم و کپی‌ها شامل انسان، و میمون‌های بر جدید.
نمونهٔ سنگوارهٔ داروینیوس که در مسل آلمان پیدا شد جزو نخستین خشک‌بینیان به‌شمار می‌آید.